# Stazione di Terracina
La stazione di Terracina è una fermata ferroviaria posta sulla antica ferrovia Velletri-Terracina, in parte dismessa.
La fermata è il terminale di una linea secondaria, chiusa al traffico dal 2012, che parte dalla stazione di Priverno-Fossanova (posta sulla tratta principale Roma-Formia-Napoli) e giunge a Terracina dopo circa 20 km.
Aperta nel 1892, in occasione dell'apertura del tronco originario, alla fine degli anni settanta vide l'elettrificazione della linea e il traffico passeggeri era abbastanza sostenuto. In seguito alla diminuzione dei treni, successivamente, il traffico passeggeri si ridusse fortemente. Negli anni novanta, in seguito alle ripetute richieste dei pendolari locali, il traffico riprese.
Dal 21 settembre 2012 tale stazione viene sospesa per via di una frana tra le località di Frasso e La Fiora. 
Il servizio tra Priverno e Terracina ad oggi continua ad essere garantito da Trenitalia mediante bus sostitutivi. Le fermate intermedie servite sono nei pressi delle stazioni di Frasso, Ruderi di Sibilla e Capocroce. Dal 2024 la stazione di La Fiora risulta dismessa e non più presente nell'elenco delle stazioni di Trenitalia.
Dal 2017, la Regione Lazio ha assegnato 4 milioni di euro per la messa in sicurezza, ma i lavori non sono ancora iniziati: il Comune non aveva previsto né la presenza di ulivi da espiantare sulle aree limitrofe né una condotta che passava proprio sotto i terreni interessati dai lavori. 
A partire da luglio 2017, per incentivare il turismo nella zona, la stazione di Monte San Biagio, sulla linea FL7, è stata riqualificata e ha adottato la nuova denominazione Monte San Biagio-Terracina Mare. Grazie a questa modifica, Terracina è tornata ad essere visibile sia nella cartellonistica che nei tabulati di Trenitalia.
Durante un tavolo tecnico avvenuto il 15 febbraio 2024 al Ministero dei Trasporti, RFI ha confermato la sua piena disponibilità al ripristino della linea ferroviaria, stimando una spesa di circa 60 milioni di euro per il riarmo della linea, l'adeguamento alle tecnologie attuali e la razionalizzazione dei passaggi a livello. A tale importo, andranno aggiunti, per la messa in sicurezza dell'area del Monte Cucca, circa 19 milioni di euro.
Da febbraio 2025 la COTRAL ha potenziato i collegamenti tra Terracina e la stazione Monte San Biagio-Terracina Mare per venire incontro alle esigenze dei pendolari che lamentavano ritardi nelle coincidenze col treno.
A distanza di un anno, il 15 aprile 2025 si è tenuto nuovamente un incontro col Ministero dei Trasporti per valutare la riattivazione della Priverno-Terracina.
Il tavolo di confronto ha stabilito l'istituzione di una cabina di regia.
Nel frattempo, ANAS e RFI hanno avviato progetti e studi con una durata prevista di circa 24-36 mesi per il completamento, richiedendo un investimento complessivo di circa 10 milioni di euro per la messa in sicurezza dell'area.
Un successivo incontro doveva essere organizzato prima dell’estate per aggiornamenti sulle risorse richieste per la riapertura della linea e la definizione del cronoprogramma, ma non ha avuto alcun seguito. 
Nel frattempo il Comune ha ottenuto in comodato d'uso gratuito i locali della stazioni di Terracina e La Fiora per attività sociali.
Al mese di agosto 2025 la ferrovia è ancora sospesa al traffico.